# ناحیه الک گروو (شهرستان کوک، ایلینوی)
ناحیه الک گروو (به انگلیسی: Elk Grove Township) یک منطقهٔ مسکونی در ایالات متحده آمریکا است که در شهرستان کوک (ایلینوی) واقع شده‌است. ناحیه الک گروو ۷۲٫۵ کیلومتر مربع مساحت دارد ۲۱۵ متر بالاتر از سطح دریا واقع شده‌است.